# Oreochromis spilurus
Oreochromis spilurus és una espècie de peix de la família dels cíclids i de l'ordre dels perciformes.

## Subespècies
- Oreochromis spilurus niger (Günther, 1894)
- Oreochromis spilurus percivali (Boulenger, 1912)
- Oreochromis spilurus spilurus (Günther, 1894)